# バイカル (清涼飲料水)

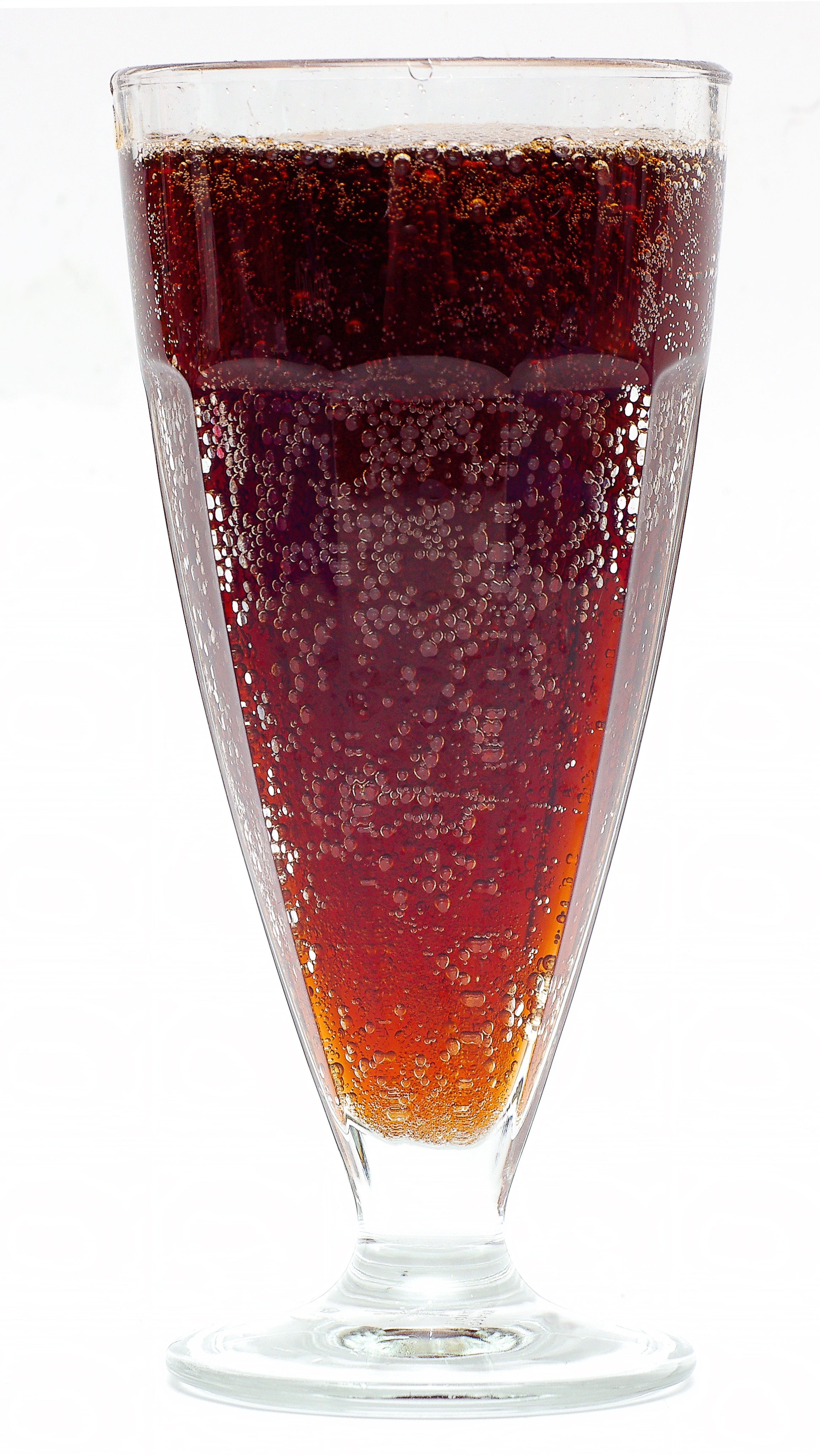
バイカル

バイカル(ロシア語:Байкал、英語:Baikal)は、ロシアの清涼飲料水で茶褐色をしている。水をベースとしており、砂糖、クエン酸、そして自然に存在する薬用ハーブの抽出物を成分としている。1969年に発売を開始した。ソビエト連邦では、コカ・コーラに対抗する代用飲料として発明された。1973年にソ連でペプシコーラの生産が始まると、バイカルの製造法は変更された。それ以来、バイカルはロシアの会社・OST-Aqua社が独自の製法で販売している。